# Lydda sepikensis
Lydda sepikensis är en insektsart som beskrevs av Van Stalle 1990. Lydda sepikensis ingår i släktet Lydda och familjen Derbidae. Inga underarter finns listade i Catalogue of Life.